# Hälsinge regemente
Hälsinge regemente – jeden z pułków piechoty szwedzkiej. Istniał w latach 1630–1997. Jego motto brzmiało: Fasthet, Förmåga, Förtroende. Jego barwami były: biały i czarny.
W lipcu 1656, w czasie potopu szwedzkiego, walczył w zwycięskiej dla Szwecji bitwie pod Warszawą.

## Organizacja
| 1634 - Livkompaniet - Överstelöjtnantens kompani - Majorens kompani - Alsta kompani (Alfta) - Delsbo kompani - Ovansjö kompani - Arbrå kompani - Jervsö kompani | 1814 - Livkompaniet (Bollnäs och Hanebo) - Forssa kompani (Ljusdal) - Järvsö kompani - Delsbo kompani (Hudiksvall) - Färnebo kompani - Arbrå kompani - Alfta kompani (Alfta och Edsbyn) - Ovansjö kompani (Sandviken) |